# Mikko Hietanen
Mikko Hietanen (22 settembre 1911 – Laukaa, 3 febbraio 1999) è stato un maratoneta finlandese.

## Palmarès
| Anno | Manifestazione | Sede | Evento   | Risultato | Prestazione | Note |
| ---- | -------------- | ---- | -------- | --------- | ----------- | ---- |
| 1946 | Europei        | Oslo | Maratona | Oro       | 2h24'55"    |      |

## Altre competizioni internazionali
1945
- Oro alla Maratona di Turku ( Turku) - 2h43'21"

1946
- Oro alla Maratona internazionale della pace ( Košice) - 2h35'02"
- Oro alla Maratona di Helsinki ( Helsinki) - 2h31'39"
- Oro alla Maratona di Vuoksenniska ( Vuoksenniska) - 2h31'37"

1947
- Argento alla Maratona di Boston ( Boston) - 2h29'39"
- Oro alla Maratona di Stoccolma ( Stoccolma) - 2h30'58"
- Oro alla Maratona di Riihimäki ( Riihimäki) - 2h35'26"

1948
- Oro alla Maratona di Vuoksenniska ( Vuoksenniska) - 2h31'02"

1950
- Oro alla Maratona di Vuoksenniska ( Vuoksenniska) - 2h40'25"

1951
- Bronzo alla Maratona di Turku ( Turku) - 2h33'41"

1952
- Argento alla Maratona di Helsinki ( Helsinki) - 2h30'24"

1954
- 5º alla Maratona di Turku ( Turku) - 2h32'46"